# NGC 2681
NGC 2681 est une galaxie lenticulaire située dans la constellation de la Grande Ourse.  NGC 2681 a été découverte par l'astronome germano-britannique William Herschel en 1790.

## Caractéristiques
La galaxie NGC 2681 présente une large raie HI et c'est une galaxie LINER b, c'est-à-dire une galaxie dont le noyau présente un spectre d'émission caractérisé par de larges raies d'atomes faiblement ionisés. La base de données NASA/IPAC classe cette galaxie comme une lenticulaire, ce qui semble conforme à l'image de l'étude SDSS. De plus, c'est une galaxie active de type Seyfert 3.

### Distance
Sa vitesse par rapport au fond diffus cosmologique est de 846 ± 15 km/s, ce qui correspond à une distance de Hubble de 12,5 ± 0,9 Mpc (∼40,8 millions d'al).
À ce jour, trois mesures non basées sur le décalage vers le rouge (redshift) donnent une distance de 15,633 ± 2,060 Mpc (∼51 millions d'al), ce qui est à l'intérieur des valeurs de la distance de Hubble. Étant donné la proximité de cette galaxie avec le Groupe local, ces mesures sont probablement plus près de la réalité que la distance de Hubble. Notons cependant que c'est avec la valeur moyenne des mesures indépendantes, lorsqu'elles existent, que la base de données NASA/IPAC calcule le diamètre d'une galaxie.

### Morphologie
NGC 2681 a été utilisée par Gérard de Vaucouleurs comme une galaxie de type morphologique (R)SAB(rs)0/a dans son atlas des galaxies,.

### Luminosité dans l'infrarouge
La luminosité de la galaxie NGC 2681 dans l'infrarouge lointain (de 40 à 400 µm)  est égale à 2,51 × 109 {\displaystyle L_{\odot }} (109,40{\displaystyle L_{\odot }}) et sa luminosité totale dans l'infrarouge (de 8 à 1 000 µm) est de 3,39 × 109 {\displaystyle L_{\odot }} (109,53{\displaystyle L_{\odot }}).